# Юбилейный (Ростовская область)
Юбилейный — упразднённый посёлок в Ростовской области России. Входил в Соколово-Кундрюченский поселковый совет. В 1998 году вошел в состав рабочего посёлка Соколово-Кундрюченский и исключен из учётных данных. После того как в 2004 году Соколово-Кундрюченский стал частью города Новошахтинска, посёлок превратилось в его микрорайон.

## География
Располагался южнее Несветайского водохранилища, на расстоянии приблизительно в 5 км (по прямой) к северо-востоку от города Новошахтинска. В посёлке расположена узловая железнодорожная станция Юбилейная.

## История
Железнодорожный разъезд 18 км Северо-Кавказской железной дороги, возник в 1929 году.
В 1958 году железнодорожный разъезд был переименован в станцию Юбилейная, а населённый пункт при разъезде получил название посёлок Юбилейный.